# Palazzo Mannajuolo
Il Palazzo Mannajuolo è un complesso di Napoli ubicato in via Filangieri, nel quartiere Chiaia, e rappresenta uno dei più riusciti esempi di architettura liberty della città.

## Storia
L'edificio fu realizzato e progettato da Giulio Ulisse Arata con la collaborazione degli ingegneri Gioacchino Luigi Mellucci e Giuseppe Mannajuolo (quest'ultimo proprietario del suolo edificato), utilizzando una delle più moderne tecniche di costruzione: il calcestruzzo armato.

Il palazzo venne eretto tra il 1909 e il 1911.
Nel 2017 vi sono state girate alcune scene del film Napoli velata del regista Ferzan Özpetek.

## Descrizione

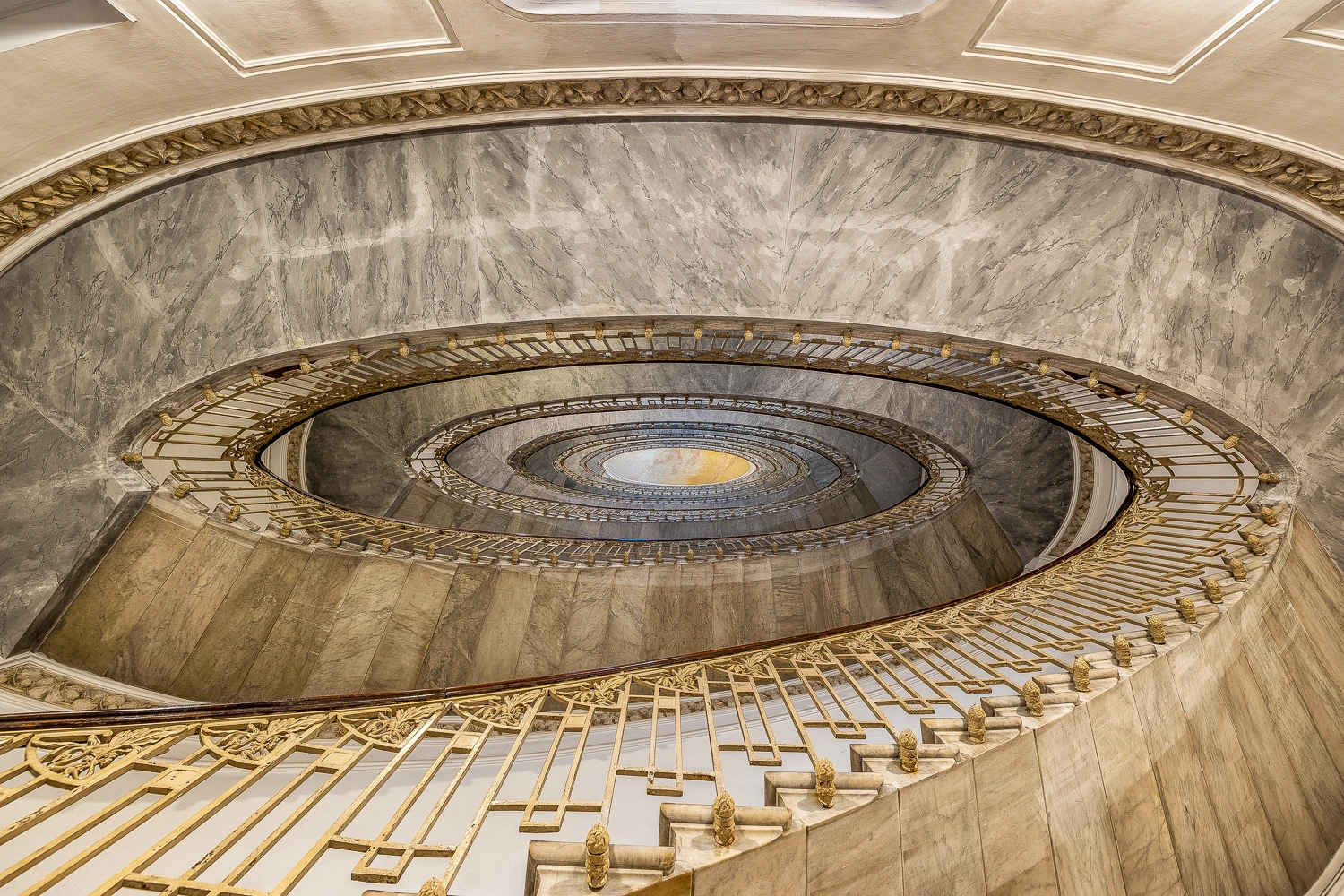
Vista della scala elicoidale

La struttura è influenzata dalle esperienze moderniste e dalla scelta di utilizzare un linguaggio locale, come l'adozione di neobarocchismi dell'architettura napoletana del Seicento e del Settecento. In particolare, quest'ultima scelta si manifesta nell'impostazione scenografica dell'edificio, che si innalza sul fondo di via dei Mille.
La composizione è impostata sulla parte centrale di matrice ellissoidale, caratterizzata dal gioco di pieni e vuoti e dalla presenza di grandi vetrate; nella parte centrale dell'edificio è alloggiata la scala principale ancora ellissoidale, in marmo a sbalzo e con balaustra in ferro battuto.